# Johann Karl von Aubin
Johann Karl Ritter von Aubin, avstrijski general, * 8. oktober 1806, † 16. november 1878.

## Življenjepis
Upokojen je bil 11. oktobra 1866.

## Pregled vojaške kariere
Napredovanja
- generalmajor: 29. marec 1859